# Adolph Malan
Adolph Gysbert Malan, DSO & Bar, DFC & Bar (24. března 1910 – 17. září 1963), známý jako Sailor Malan, byl jihoafrický stíhací pilot RAF za druhé světové války, který vedl 74. peruť RAF během bitvy o Británii. Pod jeho vedením se peruť stala jednou z nejlepších jednotek RAF. Malan zaznamenal 27 sestřelů, sedm sestřelů ve spolupráci, tři pravděpodobné sestřely a 16 poškozených.
Malan přežil válku a zapojil se do hnutí proti apartheidu ve své zemi. Jeho mladší bratr, George F. Malan, byl zabit v 72. peruti RAF na letounu Spitfire v Tunisku počátkem roku 1943.

## Mládí
Malan se narodil 24. března 1910 v afrikánské rodině hugenotského původu ve Wellingtonu v současném Západním Kapsku v tehdejší Kapské kolonii. V roce 1924 nebo 1925 nastoupil na jihoafrickou cvičnou loď General Botha jako kadet číslo 168. Pak pracoval v lodní společnosti Union-Castle Line, která byla součástí International Mercantile Marine Co.. Tím si vysloužil přezdívku "Sailor" (námořník) od kolegů pilotů.

## Předválečná služba v Royal Air Force
V roce 1935 začal rychlý rozvoj pilotního sboru RAF a Malan byl jedním z lidí, kteří se připojili. Učil se létat na Tiger Moth v základní letecké škole poblíž Bristolu, kde dne 6. ledna 1936 absolvoval svůj první let. Dne 2. března byl povýšen na Pilot Officer ve zkušební době, do konce roku pak absolvoval školení a byl 20. prosince 1936 zařazen k 74. peruti RAF. Dne 6. ledna 1937 pak byla potvrzena jeho hodnost Pilot Officer a bylo mu svěřeno velení letky "A", od srpna létající na Supermarine Spitfire. Dne 20. května 1938 byl povýšen na zastupujícího Flying Officer a 6. července na trvalo. K dalšímu povýšení do hodnosti Flight lieutenant došlo 2. března 1939.

## Druhá světová válka

### Bitva u Barking Creek
Na počátku války, 6. září 1939, byla 74. peruť spolu se stíhači z 54., 56., 65. a 151. perutě vyslána proti neznámým letounům nad západní Mersea v Essexu. Jednalo se ale o falešný poplach a ve válce dosud nezkušení piloti sestřelili vlastní palbou 2 stroje Hurricane 56. perutě. Přitom zahynul Montague Hulton-Harrop, sestřelený Johny Freebornem z letky vedené Malanem. Následný soud sice oba obviněné piloty 74. perutě očistil, ale ovlivnil vztahy mezi Freebornem a Malanem, který u soudu svědčil proti vlastním pilotům. Malan odmítal zodpovědnost za neštěstí a argumentoval, že útok na poslední chvíli odvolal. Freeborna označil za nezodpovědného, impulzivního a nevěnujícího pozornost důležité komunikaci.
Tato bitva také znamenala první ztrátu v řadách britských pilotů za druhé světové války a první sestřel na letounu Spitfire.

### Dunkerk
Po těžkých bojích u Dunkerku a následné evakuaci (Operace Dynamo) byl Malan 11. června 1940 vyznamenán záslužný leteckým křížem (DFC) po dosažení 5 sestřelů. V noci z 19. na 20. června pak dosáhl sestřelu dvou Heinkel He 111, což mu spolu s oceněním za vedení perutě vyneslo 13. srpna sponu k DFC. Již 6. července byl povýšen do hodnosti Flight Lieutenant.
Malan a zkušenější piloti také přestali létat v tříčlenné formaci, ale přešli na čtyřčlenné roje, podobně jako je zavedla Luftwaffe již během španělské občanské války.

### Velitel 74. perutě
Dne 8. srpna bylo Malanovi svěřeno velení 74. perutě a byl povýšen na zastupujícího velitele squadrony. Stalo se tak během vrcholící bitvy o Británii. O tři dny později, 11. srpna v 7 hodin ráno, byla 74. peruť vyslána zachytit nálet u Doveru, který byl následován dalšími třemi nálety, trvajícími celý den. Na konci dne 74. peruť nárokovala 38 sestřelů, a od té doby byl tento den znám jako "Námořníkův jedenáctý srpen". Malan sám jednoduše poznamenal "a tak skončil velmi úspěšný ranní boj."
Na zemi byl Malan znám jako notorický hráč a často dlužil svým podřízeným peníze. Malan byl starší než většina z jeho kolegů a přestože byl mimo službu přátelský a uvolněný, trávil většinu svého času s manželkou a rodinou žijící v blízkosti Biggin Hill. Brzy si vyvinoul rutinu v podobě vedení prvního vzletu, pak předal velení perutě podřízeným a zůstal na zemi, kde se věnoval papírování. I přes mrazivé vztahy po bitvě u Barking Creek často předával velení perutě Johnu Freeborn (sám letecké eso), ukazující schopnost Malana udržet osobní a profesní vztahy oddělené.

### Velitel křídla v Biggin Hill
Dne 24. prosince Malan obdržel Řád za vynikající službu (DSO) k němuž 22. července 1941 přidal sponu. Dne 10. března 1941 byl jmenován jedním z prvních velitelů křídla pro útočné operace během jara a léta. Vedl křídlo v Biggin Hill do poloviny srpna, kdy odešel na odpočinek. Ukončil tak aktivní bojovou kariéru v roce 1941 se 27 vlastními sestřely, 7 sdílenými, 2 nepotvrzenými, 3 pravděpodobnými sestřely a 16 poškozeními. Byl v té době vedoucí eso RAF a jeden z nejvýše skórujících pilotů, kteří sloužili u velitelství stíhacího letectva během druhé světové války. Byl převeden do rezervy jako squadron leader 6. ledna 1942..
Po turné do USA byl pověřen založením stíhací sekce Ústřední střelecké školy. Malan byl povýšen na dočasného wing commandera 1. září 1942 a stal se velitelem základny Biggin Hill. Hodnost mu pak byla  1. července 1943 změněna na trvalou. Malan však měl stále zájem létat do akce, často ignoruje příkazy, aby velitelé základen neriskovali sestřelení. V říjnu 1943 se stal velícím důstojníkem 19. stíhací peruti RAF[zdroj⁠?!] druhého taktického letectva, pak velitelem 145. stíhacího křídla Svobodných Francouzů pro den D během bitvy o Normandii, kde vedl část křídla nad plážemi během pozdního odpoledne.

## Pravidla vzdušného boje
I když ne instinktivní, nadaný Malan byl výjimečný střelec a velmi agresivní stíhač. Navíc však vynikající taktik, který metody a techniky, které vytříbil v roce 1940, vštěpoval do následujících generací mladých pilotů.
Malan vyvinula sadu jednoduchých pravidel pro stíhací piloty, které měly být šířeny v celém stíhacím letectvu RAF, a které nakonec byly vyvěšeny na zdech většiny leteckých základen:
```
 Desatero leteckého souboje
 1. Počkej až uvidíš bělmo jejich očí. Střílej 1-2 sekundovými dávkami a jen když máš stoprocentně zaměřeno.
 2. Při střelbě nemysli na nic jiného. Zapři pevně celé tělo. Knipl drž pevně oběma rukama a soustřeď se na zaměřovač.
 3. Vždy se dívej okolo sebe
 4. Výška ti dává iniciativu.
 5. Vždy se otoč k útoku čelem.
 6. Rozhoduj se okamžitě. Je lepší jednat rychle i když tvoje taktika není nejlepší.
 7. V bojové oblasti nikdy neleť rovně a ve stejné výšce déle jak 30 sekund.
 8. Když útočíš shora, nechej vždy část formace nahoře, aby tě kryla.
 9. Iniciativa, útočnost, letecká disciplína a týmová práce - to jsou slova, co v leteckém souboji něco znamenají.
 10. Přibliž se rychle - udeř tvrdě - ihned zmiz!
```

## Vyznamenání
- Řád za vynikající službu se sponou za dvojí udělení
- Záslužný letecký kříž se sponou za dvojí udělení
- Belgický Croix de Guerre
- Československý válečný kříž 1939
- Řád čestné legie
- Francouzský Croix de Guerre (1939-1945)